# John Pizzarelli
John Paul Pizzarelli jr. (Paterson, 6 april 1960) is een Amerikaanse jazzgitarist en singer-songwriter. Hij heeft meer dan twintig solo-albums opgenomen en is verschenen op meer dan veertig albums van andere artiesten, waaronder Paul McCartney, James Taylor, Rosemary Clooney, zijn vader, jazzgitarist Bucky Pizzarelli en zijn vrouw, zangeres Jessica Molaskey.

## Biografie
De zoon van swinggitarist Bucky Pizzarelli, John Pizzarelli, werd geboren in Paterson, New Jersey. Op 6-jarige leeftijd begon hij gitaar te spelen en speelde trompet tijdens zijn studententijd. Hij ging naar de Don Bosco Preparatory High School, een katholieke jongensschool. In zijn tienerjaren trad hij op met Benny Goodman, Les Paul, Zoot Sims, Slam Stewart en Clark Terry.
Pizzarelli studeerde aan de Universiteit van Tampa en de William Paterson University, hoewel hij heeft gezegd dat zijn belangrijkste leraar zijn vader was van 1980 tot 1990. In de jaren 1980 vestigde hij zich als jazzgitarist en zanger. Hij bracht zijn debuut soloalbum I'm Hip (Please Don't Tell My Father) uit in 1983.
In de jaren 1990 speelde Pizzarelli in een trio met Ray Kennedy en zijn jongere broer Martin Pizzarelli. In 1993 was het trio het voorprogramma van Frank Sinatra in Las Vegas, toen zijn manager Ken Greengrass de introductie maakte. Pizzarelli ontsloeg kort daarna Greengrass. Vier jaar later speelde Pizzarelli in de Broadway-show Dream, gewijd aan de muziek van Johnny Mercer. Hij noemde Nat King Cole als inspiratiebron voor zijn carrière en eert die invloed in de albums Dear Mr. Cole (BMG, 1994) en P.S. Mr. Cole (RCA, 1999) en Bossa Nova (2004). Hij heeft ook tribute-albums opgenomen voor Frank Sinatra, Duke Ellington, Antônio Carlos Jobim, Richard Rodgers en Paul McCartney. Hij en zijn vader vergezelden Annie Ross op haar album To Lady with Love (Red Anchor, 2014), een eerbetoon aan Billie Holiday dat Ross opnam toen ze vierentachtig was.
Hij presenteerde ook de nationale radioshow Radio Deluxe with John Pizzarelli en met zijn vrouw, zangeres en actrice Jessica Molaskey. Andere muzikanten met wie hij heeft gewerkt zijn onder meer George Shearing, Rosemary Clooney, Johnny Frigo, Buddy DeFranco, het Clayton-Hamilton Jazz Orchestra, het Boston Pops Orchestra en het Cincinnati Pops Orchestra.
Hij zong de bigband-jingle The Wonder of It All uit 1999 voor Foxwoods Resort Casino.
Pizzarelli was co-producent van het James Taylor-album American Standard, dat op 24 november 2020 werd genomineerd voor een Grammy Award in de categorie «Best Traditional Pop Vocal Album».
Net als zijn vader en zijn zus Mary bespeelt hij een zevensnarige gitaar.
In 2012 publiceerde hij samen met co-auteur Joseph Cosgriff zijn autobiografie World on a String: a musical memoir.

## Privéleven
De gitarist woont in New York. Hij is sinds 1998 getrouwd met de actrice en zangeres Jessica Molaskey. Samen hebben ze een dochter. Uit een eerdere relatie heeft Pizzarelli bovendien een volwassen zoon.

## Discografie
- 1983: I'm hip, please don't tell my father
- 1985: Hit that Jive Jack!
- 1990: My blue heaven
- 1991: All of me
- 1993: Naturally
- 1994: Dear Mr. Cole
- 1994: New Standards
- 1996: After hours
- 1996: Let's share Christmas
- 1997: Our love is here to stay

- 1998: Meets the Beatles
- 1999: P.S. Mr. Cole
- 2000: Kisses in the rain
- 2000: Let there be love
- 2001: Twogether
- 2002: The rare delight of you
- 2003: Sing! Sing! Sing!
- 2003: Live at Birdland
- 2004: Bossa Nova
- 2005: Knowing you

- 2006: Dear Mr. Sinatra
- 2006: Rhythm is our business
- 2008: With a song in my heart
- 2010: Rockin' In Rhythm - A Tribute To Duke Ellington
- 2012: Double Exposure
- 2015: John Pizzarelli Salutes Johnny Mercer - Live at Birdland
- 2015: Midnight McCartney
- 2017: Sinatra & Jobim @ 50

- Bibliothèque nationale de France: cb139676163 (data)
- Gemeinsame Normdatei: 134681231
- International Standard Name Identifier: 0000 0001 1443 9231
- Library of Congress Control Number: n85173088
- MusicBrainz: f51010e6-6fe2-46bf-97f0-f9f168710c95
- Nationale Bibliotheek van Tsjechië: xx0036296
- Nationale Bibliotheek van Israël: 987007337137605171
- Nederlandse Thesaurus van Auteursnamen: 102282641
- Système universitaire de documentation: 244028710
- Virtual International Authority File: 51882434
- WorldCat: E39PBJrrC4P9bjyBYG9RrDq4v3